# Аполлон-8 (книга)

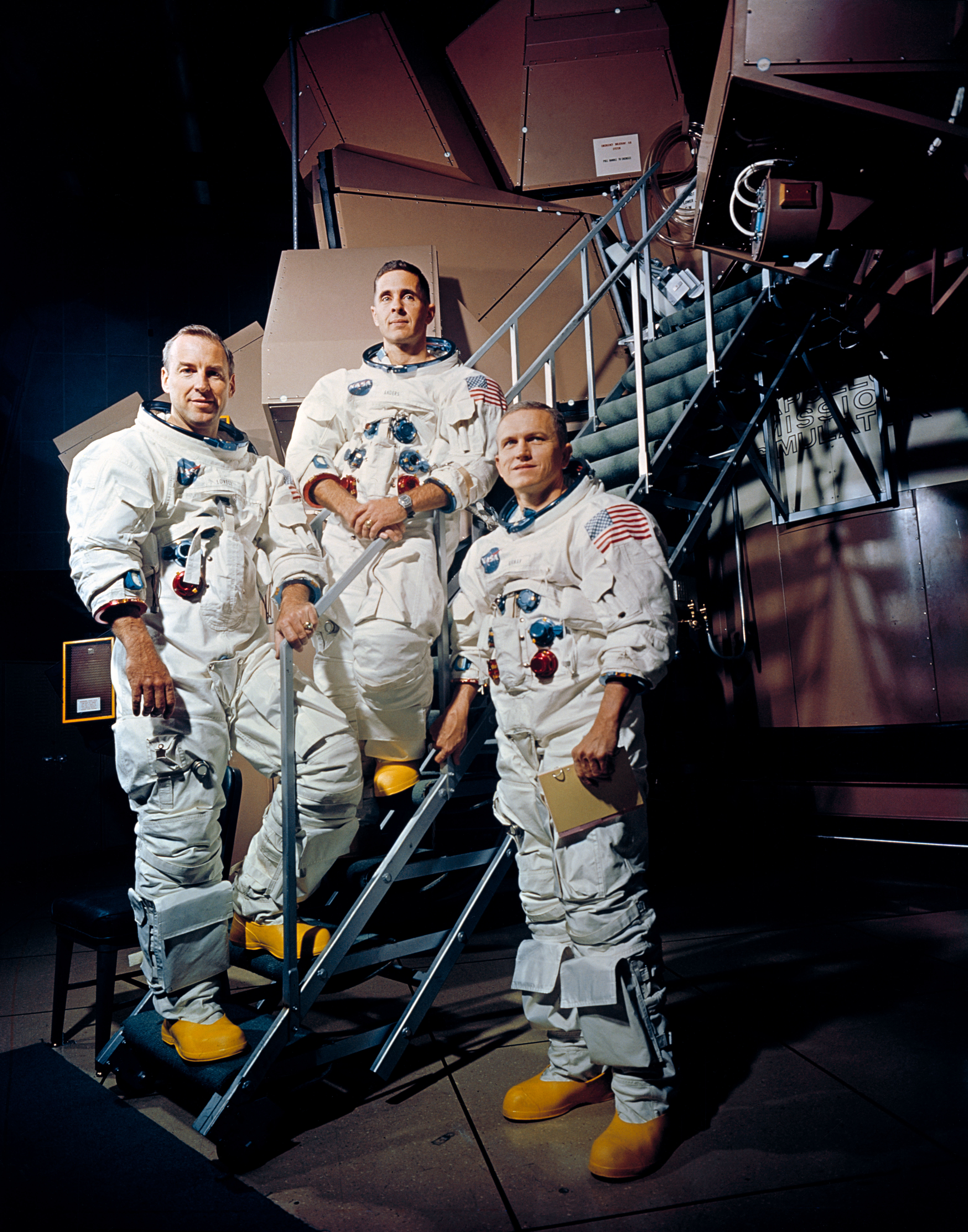
Члены эипажа «Аполлон-8. Слева направо: Джеймс Ловелл, Уильям Андерс, Фрэнк Борман»

«Аполлон-8»: Захватывающая история первого полета к Луне (англ. Apollo 8: The Thrilling Story of the First Mission to the Moon) ― научно-популярная книга  американского писателя, журналиста и адвоката  Джеффри Клюгера. Книга впервые вышла в свет в США в 2017 году.

## Содержание
Книга повествует о полёте к Луне второго пилотируемого космического корабля «Аполлон-8» в рамках американской космической программы «Аполлон». Будущего командира этого корабля Фрэнка Бормана вызвали на секретную встречу и предложили опасную миссию, он без колебаний согласился.
В этой книге впервые столь подробно рассказано об этой лунной миссии. В результате полёта «Аполлон-8» земляне впервые достигли окрестностей другого небесного тела, Луны, и вышли на окололунную орбиту. Этот полёт дал начало новой эры в исследованиях космоса и в истории человечества.
В ходе этой миссии много было сделано впервые: люди впервые покинули околоземное пространство и увидели свою планету целиком издалека, впервые покинули гравитационное поле Земли и оказались в гравитационном поле Луны, впервые подверглись воздействию солнечной радиации за пределами магнитного поля Земли, впервые собственными глазами увидели обратную сторону Луны и восход Земли над лунным горизонтом, впервые временно оказывались (находясь за лунным диском) в состоянии, когда с Землёй не было никакого контакта, и впервые вошли в атмосферу Земли со скоростью возвращения от Луны.
Клюгер повествует о членах экипажа Аполлона-8:  Фрэнке Бормане, Джеймсе Ловелле и Уильяме Андерсе.
Автор описал фон, который сложился перед этим полётом. Всего год назад в огне пожара во время тренировки заживо сгорели трое астронавтов экипажа корабля «Аполлон-1», вслед за этой трагедией программу «Аполлон» преследовали одна неудача за другой. Советский Союз выигрывал космическую гонку, холодная война была на своём пике, и обещание президента Джона Кеннеди отправить человека на Луну к концу десятилетия казалось несостоятельным.

## Издание в России
Книга была переведена на русский язык и опубликована в 2019 году в издательстве «Альпина нон-фикшн». ISBN 978-5-00139-092-3